# 阿斯湖
54°30′10″N 9°56′57″E / 54.5029086°N 9.9492957°E
阿斯湖（德語：Aassee），是德國的湖泊，位於該國北部石勒蘇益格-荷爾斯泰因州，由倫茨堡-埃肯弗德縣負責管轄，面積0.21平方公里，集水區面積12.46平方公里，湖岸線長度2公里。